# St. Thomas (Brandenburg)
Koordinaten: 18° 20′ N, 64° 55′ W
Die kurbrandenburgische Kolonie St. Thomas bestand aus einem gepachteten Teil der zu Dänemark gehörenden Antillen-Insel Saint Thomas (heute Amerikanische Jungferninseln), der von 1666 bis 1721 im Besitz von Brandenburg-Preußen war.

## Geschichte
Zur Sicherstellung des Handels mit Sklaven aus seinen afrikanischen Kolonien Groß Friedrichsburg und Arguin war es für Kurbrandenburg notwendig, einen Stützpunkt in der Karibik zu besitzen. Zu diesem Zweck schloss der kurbrandenburgische Marine-Generaldirektor Benjamin Raule am 24. November 1685 mit Vertretern der Dänisch-Westindisch-Guinesischen Compagnie einen Vertrag über die Vermietung eines Teils der seit 1666 zu Dänemark gehörenden Antilleninsel St. Thomas mit Brandenburg.
Die Souveränität der Insel verblieb zwar beim dänischen König, Brandenburg wurde aber Grund und Boden zur Nutzung überlassen. Außerdem wurde ein auf 30 Jahre befristeter Freihandel (vor allem für Sklaven) vereinbart. Danach durfte der Preis für einen Sklaven nicht mehr als 60 Taler betragen. Für jeden eingeführten Sklaven erhielten die Dänen 1 %, für jeden ausgeführten Sklaven 2 % vom Kaufpreis. Sollten die Brandenburger ein Überangebot an Sklaven haben, würden ihnen die Dänen 100 Sklaven pro Jahr zu einem Festpreis von 80 Talern abkaufen. Außerdem wurde eine Zusammenarbeit zwischen Brandenburgern und Dänen beim „Sklavenfang“ an der Sklavenküste vereinbart.
Der brandenburgische Teil von St. Thomas wurde 1693 ohne Widerstand und entschädigungslos von Dänemark beschlagnahmt. Mit dem Ende der brandenburgischen Kolonien Groß Friedrichsburg und Arguin in Afrika (Verkauf 1718 bzw. 1721) wurde auch die Besitzung auf St. Thomas endgültig aufgegeben.